# حبیب منگل
حبیب منگل (متولد سال۱۳۲۷) نامزد نهضت فراگیر دموکراسی و ترقی افغانستان بر ای کرسی ریاست جمهوری در سال ۱۳۸۸ بود؛ که در برابر حامد کرزی ناکام گردید.
حبیب منگل در سال ۱۳۲۷ خورشیدی در قریه ستر کوه ولسوالی کلندر منگل ولایت خوست دریک خانواده با نفوذ قوم منگل به دنیا آمد. پدر حبیب منگل یکی از سران با اعتبار اقوام ولایت پکتیا و ولایت پکتیکا بود و در جلب مردم به ترقیات فرهنگی واجتماعی نقش بارز را ایفا نموده‌است. قوم منگل و جاجی یکی از اقوام است که در آزادی افغانستان سهم فعال داشته‌اند.
دکتر حبیب منگل تحصیلات ابتدایی و ثانوی را در لیسه رحمان بابا و تحصیلات عالی را در دانشگاه طب دانشگاه کابل به پایان رسانیده‌است. پس از اتمام تحصیلات و سپری نمودن دوره مکلفیت سربازی از سال ۱۳۵۶–۱۳۵۷ به حیث دکتر معالج در بیمارستان ولایت خوست و در سال ۱۳۵۷به حیث رئیس صحت عامه ولایت سمنگان اجرای وظیفه نموده‌است. در بین سال ۱۳۶۰–۱۳۶۶ سفیرکبیر و نماینده فوق العاده جمهوری دموکراتیک افغانستان در مسکو و همزمان سفیر کبیر غیر مقیم درکشورهای فنلاند، رومانی وقبرس بود. در سال ۱۳۶۶به حیث ریس سازمان صلح، همبستگی و دوستی جمهوری افغانستان و در لویه جرگه قانون اساسی دولت جمهوری افغانستان به نمایندگی از مردم ولایت پکتیا اشتراک ورزید. در سال ۱۳۶۷معاون اول جبههٔ ملی دولت جمهوری افغانستان اجرای وظیفه نموده‌است. و در بین سال‌های ۱۳۶۷–۱۳۷۱نماینده منتخب از شهر گردیز مرکز ولایت پکتیا در ولسی جرگهٔ و برای یک سال ریس کمیسیون روابط بین‌المللی ولسی جرگه دولت جمهوری افغانستان بود و در حین حال به حیث معاون اتحادیه بین الپارلمانی از پارلمان دولت جمهوری افغانستان نمایندگی می‌کرد.
حبیب منگل در مسیر مبارزه راه خویش دو بار زندانی شده‌است. - بار اول در دوران تحصیل و جنبش محصلان و بار دوم از میزان ۱۳۵۷- الی جدی ۱۳۵۸ می‌باشد. دکتر حبیب منگل نویسنده و کارشناس سیاسی دررسانه‌های خارجی و افغانستانی می‌باشد. متأهل ودارای چهار فرزند می‌باشد.